# Lijst van voetbalinterlands Burundi - Eritrea (vrouwen)
Deze lijst van voetbalinterlands is een overzicht van alle officiële voetbalinterlands tussen de nationale vrouwenteams van Burundi en Eritrea. De landen hebben tot nu toe twee keer tegen elkaar gespeeld. 

## Wedstrijden
| № | Plaats | Datum           | Competitie                                | Wedstrijd         | Uitslag |
| - | ------ | --------------- | ----------------------------------------- | ----------------- | ------- |
| 1 | Asmara | 20 oktober 2021 | Afrikaans kampioenschap 2022 kwalificatie | Eritrea − Burundi | 0 − 5   |
| 2 | Asmara | 26 oktober 2021 | Afrikaans kampioenschap 2022 kwalificatie | Burundi − Eritrea | 1 − 0   |

## Samenvatting
| Competitie                           | Totaal gespeeld | Winst Burundi | Gelijk | Winst Eritrea | Doelsaldo Burundi – Eritrea |
| ------------------------------------ | --------------- | ------------- | ------ | ------------- | --------------------------- |
| Afrikaans kampioenschap kwalificatie | 2               | 2             | 0      | 0             | 6 − 0                       |
| Totaal                               | 2               | 2             | 0      | 0             | 6 − 0                       |